# 微软HTML帮助集

Microsoft HTML幫助集 1.x畫面

Microsoft Help 2.x瀏覽畫面

微软HTML幫助集，即已編譯的HTML說明檔案（英語：Microsoft Compiled HTML Help, CHM），是微軟继承早先的WinHelp發展的一种檔案格式，用来提供線上幫助，是一种应用较广泛的文件格式。因为CHM檔案如一本書一樣，可以提供內容目錄、索引和搜尋等功能，所以也常被用来制作电子书。實際上，微軟閱讀器的.lit就是由CHM擴充而成。微软现已决定不再向HTML帮助集添加任何新功能。

## 歷史
- 1996年2月，微軟宣布終止WinHelp的發展，並開始研發HTML幫助集。
- 1997年8月，HTML幫助集 1.0與Internet Explorer 4.0一起發表。
- 1998年2月，HTML幫助集 1.1a與Windows 98一起發表。
- 2000年1月，HTML幫助集 1.3與Windows 2000一起發表。
- 2000年7月，HTML幫助集 1.32與Internet Explorer 5.5與Windows Me一起發表。
- 2001年10月，HTML幫助集 1.33與Internet Explorer 6與Windows XP一起發表。
- 2001年3月，微軟在WritersUA （页面存档备份，存于）（舊稱WinWriters）研討會中，宣布下一代Microsoft Help 2.x的計畫，且仍然為HTML為主的說明格式。
- 2003年1月，微軟決定不釋出Microsoft Help 2作為一般化的說明平台，並將Help 2轉入到Visual Studio Help Integration Tool中。
- 2003年8月，Borland發表C# Builder，其文件是使用Microsoft Help 2格式且使用DExplore (Document Explorer)顯示。
- 2005年12月，微軟發表在Visual Studio 2005上使用的Visual Studio Help Integration工具，繼續支援Microsoft Help 2。

## 檔案格式
CHM是一種用LZX算法壓縮的HTML文件集，除了文件本身外，也有索引資料檔以及影像檔等，在撰寫完成後，使用HTML幫助集 Compiler（內含於HTML幫助集 Workshop （页面存档备份，存于）中），編譯為一個CHM的格式檔案（此格式也可以被反編譯成原始檔案），並且跟隨應用程式或是獨立散布，應用程式可以利用內含於shdocvw.dll函式庫中的HTML幫助集 API來呼叫使用，目前此格式也被微軟用來散布一些獨立的開發文件（例如Silverlight 2.0 SDK中的說明檔就是CHM格式）。
由於在HTML幫助集中可以使用JavaScript來增加互動性，因此在微軟的許多說明檔中，多利用JavaScript來增加文件的可讀性（例如程式碼縮放或是導覽等）。

### 制作CHM的工具
- 开源软件
  - Calibre
  - （英文）chmcreator （页面存档备份，存于）强大的chm编辑软件，完全开源。
  - （英文）xCHM
  - （英文）GnoCHM （页面存档备份，存于）
- 網頁或部落格轉換成chm電子書的免費工具
  - Aconvert
  - PDF Candy
- Microsoft免費編譯chm工具
  - HTML幫助集 Workshop and Documentation （页面存档备份，存于）
- Microsoft免費編譯chm教程
  - （简体中文）Microsoft HTML幫助集 Workshop全图教程
- 付費工具
  - Microsoft Help Compiler
  - Help and Manual
- 付費在PDA Pocket PC上閱讀CHM電子書的工具
  - CeBook
- 在线制作
  - （简体中文）MakeCHM
- 其它工具
  - （简体中文）HugeCHM （页面存档备份，存于）直接通过ITStorage接口对CHM文件进行操作，可以把海量HTML文件打包成CHM

### 閱讀CHM的工具
- 跨平台
  - Calibre
  - ChmFox
- Windows
  - Calibre
  - Sumatra PDF
- iOS
  - iBooks：Apple的電子書閱讀工具，支援書面材質、翻頁特效、標註、Spotlight、字典功能，能夠透過自家iBooks Store下載電子書。
  - CHMate
  - （简体中文）ChmPlus阅读器 （页面存档备份，存于）
- Mac OS X
  - Calibre
  - （简体中文）ChmPlus阅读器 （页面存档备份，存于）

## Microsoft Help 2
（微軟幫助檔案二代）以.hxs (Microsoft Help Compiled Storage File)作为扩展名，能由Microsoft Document Explorer來瀏覽，也有一些第三方的软件，比如H2Viewer和Help Explorer Viewer支持这种格式。這種格式先后用在Microsoft Visual Studio 2002/2003/2005/2008和Office 2007中。